# Gordon Hewart
Gordon Hewart, från 1921 baron Hewart of Bury och från 1940 1:e viscount Hewart, född 7 januari 1870 i Bury, död 5 maj 1943, var en brittisk jurist och politiker.
Hewart var liberal medlem av underhuset 1913-22, solicitor general 1916-19 och attorney general 1919-22, som medlem av kabinettet 1921-22. Från 1922 var han Lord chief justice.